# Prix Nebula de la meilleure nouvelle longue
Les prix Nebula sont attribués chaque année pour les œuvres publiées pendant l'année calendaire précédente.
La catégorie de la meilleure nouvelle longue (novelette) récompense des œuvres de fantasy et de science-fiction comptant de 7 500 à 17 500 mots.

## Palmarès
Les gagnants sont cités en premier, suivis par les autres œuvres nommées.

### Années 1960

#### 1965
Les Portes de son visage, les lampes de sa bouche (The Doors of His Face, the Lamps of His Mouth) par Roger Zelazny
- 102 bombes H (102 H-Bombs) par Thomas M. Disch
- L'Aventure de la boule de Nostradamus (The Adventure of the Extraterrestrial) par Mack Reynolds
- At the Institute par Norman Kagan
- The Decision Makers par Joseph Green
- The Earth Merchants par Norman Kagan
- Quatre fantômes dans « Hamlet » (Four Ghosts In Hamlet) par Fritz Leiber
- Goblin Night par James H. Schmitz
- Half a Loaf par R. C. Fitzpatrick
- Au pays du sourire avec Franz (Laugh Along with Franz) par Norman Kagan
- The Life of Your Time par Michael Karageorge
- Maiden Voyage par J. W. Schutz
- La Révolte masculiniste (The Masculinist Revolt) par William Tenn
- Le Masque du berserker rouge (Masque of the Red Shift) par Fred Saberhagen
- La Planète de l'oubli (Planet of Forgetting) par James H. Schmitz
- Voulez-vous parler avec moi ? (Shall We Have a Little Talk?) par Robert Sheckley
- Hôtel en perdition (The Shipwrecked Hotel) par James Blish et Norman L. Knight
- Small One par E. Clayton McCarty
- Vanishing Point par Jonathan Brand

#### 1966
Call Him Lord par Gordon R. Dickson
- Apology to Inky par Robert M. Green, Jr.
- The Eskimo Invasion par Hayden Howard
- An Ornament to His Profession par Charles L. Harness
- En cet instant de la tempête (This Moment of the Storm) par Roger Zelazny

#### 1967
En poussant les osselets (Gonna Roll the Bones) par Fritz Leiber
- Flatlander par Larry Niven
- Clefs pour décembre (The Keys to December) par Roger Zelazny
- La Machine aux yeux bleus (Pretty Maggie Moneyeyes) par Harlan Ellison
- Cette montagne mortelle (This Mortal Mountain) par Roger Zelazny

#### 1968
Pastorale pour une Terre qui meurt (Mother to the World) par Richard Wilson
- Final War par K. M. O'Donnell
- The Guerrilla Trees par H. H. Hollis
- The Listeners par James E. Gunn
- Once There Was a Giant par Keith Laumer
- Le Partage de la chair (The Sharing of Flesh) par Poul Anderson
- La Tour des damnés (Total Environment) par Brian W. Aldiss

#### 1969
Le Temps considéré comme une hélice de pierres semi-précieuses (Time Considered as a Helix of Semi-Precious Stones) par Samuel R. Delany
- Le Grand Flash (The Big Flash) par Norman Spinrad
- Les Enfouis de Regeln (Deeper than the Darkness) par Gregory Benford
- Neuf vies (Nine Lives) par Ursula K. Le Guin

### Années 1970
| Sommaire : | - Haut - 1970 - 1971 - 1972 - 1973 - 1974 - 1975 - 1976 - 1977 - 1978 - 1979 |

#### 1970
Sculpture lente (Slow Sculpture) par Theodore Sturgeon
- Le Rivage d'Asie (The Asian Shore) par Thomas M. Disch
- La Suite au prochain rocher (Continued on Next Rock) par R. A. Lafferty
- Chère Tante Annie (Dear Aunt Annie) par Gordon Eklund
- La Nouvelle Inquisition (The Second Inquisition) par Joanna Russ
- The Shaker Revival par Gerald Jonas

#### 1971
La Reine de l'air et des ténèbres (The Queen of Air and Darkness) par Poul Anderson
- La Rencontre (The Encounter) par Kate Wilhelm
- Mount Charity (Mount Charity) par Edgar Pangborn
- Poor Man, Beggar Man par Joanna Russ
- Un bien beau matin pour mourir (A Special Kind of Morning) par Gardner Dozois

#### 1972
Le Chant du barde (Goat Song) par Poul Anderson
- La Fête aux animaux (The Animal Fair) par Alfred Bester
- Basilic (Basilisk) par Harlan Ellison
- L'Enterrement (The Funeral) par Kate Wilhelm
- In the Deadlands par David Gerrold
- Un royaume en bord de mer (A Kingdom by the Sea) par Gardner Dozois
- Mécène (Patron of the Arts) par William Rotsler

#### 1973
De brume, d'herbe et de sable (Of Mist, and Grass, and Sand) par Vonda N. McIntyre
- Case et le rêveur (Case and the Dreamer) par Theodore Sturgeon
- L'Oiseau de mort (The Deathbird) par Harlan Ellison
- Une fille branchée (The Girl Who Was Plugged In) par James Tiptree, Jr

#### 1974
Les Étoiles, si elles sont divines (If the Stars Are Gods) par Gordon Eklund et Gregory Benford
- Le reste n'est que silence (The Rest Is Silence) par Charles L. Grant
- Twilla (Twilla) par Tom Reamy

#### 1975
San Diego Lightfoot Sue (San Diego Lightfoot Sue) par Tom Reamy
- L'Homme qui saigne (The Bleeding Man) par Craig Strete
- Blooded on Arachne par Michael Bishop
- Les Gardiens (The Custodians) par Richard Cowper
- The Dybbuk Dolls par Jack Dann
- The Final Fighting of Fion Mac Cumhail par Randall Garrett
- Une galaxie appelée Rome (A Galaxy Called Rome) par Barry N. Malzberg
- La Nouvelle Atlantide (The New Atlantis) par Ursula K. Le Guin
- Polly Charms, the Sleeping Woman par Avram Davidson
- Un été rétrograde (Retrograde Summer) par John Varley
- The Warlord of Saturn's Moons par Eleanor Arnason

#### 1976
L'Homme bicentenaire (The Bicentennial Man) par Isaac Asimov
- Custer's Last Jump par Steven Utley et Howard Waldrop
- Le Journal de la rose (The Diary of the Rose) par Ursula K. Le Guin
- His Hour Upon the Stage par Grant Carrington
- Dans le chaudron (In the Bowl) par John Varley

#### 1977
Comme des mouches (The Screwfly Solution) par Raccoona Sheldon
- The Ninth Symphony of Ludwig van Beethoven and Other Lost Songs par Carter Scholz
- Particle Theory par Edward Bryant
- A Rite of Spring par Fritz Leiber
- La Cité de pierre (The Stone City) par George R. R. Martin

#### 1978
A Glow of Candles, a Unicorn's Eye par Charles L. Grant
- Devil You Don't Know par Dean Ing (en)
- Mikal's Songbird par Orson Scott Card

#### 1979
Les Rois des sables (Sandkings) par George R. R. Martin
- L'Ange de la mort (The Angel of Death) par Michael Shea
- Camps (Camps) par Jack Dann
- Options (Options) par John Varley
- Les Sentiers du désir (The Pathways of Desire) par Ursula K. Le Guin
- The Ways of Love par Poul Anderson

### Années 1980
| Sommaire : | - Haut - 1980 - 1981 - 1982 - 1983 - 1984 - 1985 - 1986 - 1987 - 1988 - 1989 |

#### 1980
Les Vilains Poulets (The Ugly Chickens) par Howard Waldrop
- Beatnik Bayou (Beatnik Bayou) par John Varley
- Saint Janis Blues (The Feast of Saint Janis) par Michael Swanwick
- Ginungagap (Ginungagap) par Michael Swanwick
- Strates (Strata) par Edward Bryant
- Le Relais (The Way Station) par Stephen King

#### 1981
Retour à la vie (The Quickening) par Michael Bishop
- The Fire When It Comes par Parke Godwin
- Lirios: A Tale of the Quintana Roo par James Tiptree, Jr
- Mummer Kiss par Michael Swanwick
- Sea Changeling par Mildred Downey Broxon
- En chevauchant les courants thermiques (The Thermals of August) par Edward Bryant

#### 1982
Les Veilleurs du feu (Fire Watch) par Connie Willis
- Gravé sur chrome (Burning Chrome) par William Gibson
- Le Mystère du jeune gentleman (The Mystery of the Young Gentleman) par Joanna Russ
- Mythes d'un futur proche (Myths of the Near Future) par J. G. Ballard
- L'Essaim (Swarm) par Bruce Sterling
- Compréhension de la conduite humaine (Understanding Human Behavior) par Thomas M. Disch

#### 1983
Le Chant des leucocytes (Blood Music) par Greg Bear
- L'Air noir (Black Air) par Kim Stanley Robinson
- Blind Shemmy par Jack Dann
- La Reine des cigales (Cicada Queen) par Bruce Sterling
- Le Régime du singe (The Monkey Treatment) par George R. R. Martin
- Le Sidon dans le miroir (The Sidon in the Mirror) par Connie Willis
- Les Oiseaux lents (Slow Birds) par Ian Watson

#### 1984
Enfants de sang (Bloodchild) par Octavia E. Butler
- Bad Medicine par Jack Dann
- Le Lucky Strike (The Lucky Strike) par Kim Stanley Robinson
- L'Homme qui peignit le dragon Griaule (The Man Who Painted the Dragon Griaule) par Lucius Shepard
- Saint Theresa of the Aliens par James Patrick Kelly
- Trojan Horse par Michael Swanwick

#### 1985
Portrait de famille (Portraits of His Children) par George R. R. Martin
- Duel aérien (Dogfight) par Michael Swanwick et William Gibson
- The Fringe par Orson Scott Card
- A Gift from the GrayLanders par Michael Bishop
- Le Chasseur de jaguar (The Jaguar Hunter) par Lucius Shepard
- Le Paladin de l'heure perdue (Paladin of the Lost Hour) par Harlan Ellison
- Rockabye Baby par S. C. Sykes

#### 1986
The Girl Who Fell into the Sky par Kate Wilhelm
- Aymara (Aymara) par Lucius Shepard
- Hatrack River par Orson Scott Card
- Listening to Brahms par Suzy McKee Charnas
- Permafrost (Permafrost) par Roger Zelazny
- Surviving par Judith Moffett
- Le Marché d'hiver (The Winter Market) par William Gibson

#### 1987
Rachel amoureuse (Rachel in Love) par Pat Murphy
- Petites bufflesses, voulez-vous sortir ce soir ? (Buffalo Gals, Won't You Come Out Tonight?) par Ursula K. Le Guin
- Dream Baby par Bruce McAllister
- Le Soir et le Matin et la Nuit (The Evening and the Morning and the Night) par Octavia E. Butler
- Flowers of Edo par Bruce Sterling
- Le Rayon de Schwarzschild (Schwarzschild Radius) par Connie Willis

#### 1988
Le Chat de Schrödinger (Schrödinger's Kitten) par George Alec Effinger
- Do Ya, Do Ya, Wanna Dance? par Howard Waldrop
- Le Lupanar ambulant de Ginny Hanches-de-Velours (Ginny Sweethips' Flying Circus) par Neal Barrett, Jr.
- The Hob par Judith Moffett
- Kirinyaga (Kirinyaga) par Mike Resnick
- Peaches for Mad Molly par Steven Gould
- Portrait inachevé du Roi de la Douleur, par Van Gogh (Unfinished Portrait of the King of Pain by Van Gogh) par Ian McDonald

#### 1989
Au Rialto (At the Rialto) par Connie Willis
- Entre un soldat, puis un autre (Enter a Soldier. Later: Enter Another) par Robert Silverberg
- Fast Cars par Kristine Kathryn Rusch
- Toucher le ciel (For I Have Touched the Sky) par Mike Resnick
- La Dame d'Argent et le Quadragénaire (Silver Lady and the Fortyish Man) par Megan Lindholm
- Sisters par Greg Bear

### Années 1990
| Sommaire : | - Haut - 1990 - 1991 - 1992 - 1993 - 1994 - 1995 - 1996 - 1997 - 1998 - 1999 |

#### 1990
La Tour de Babylone (Tower of Babylon) par Ted Chiang
- 1/72nd Scale par Ian R. MacLeod
- The Coon Rolled Down and Ruptured His Larinks, A Squeezed Novel by Mr. Skunk par Dafydd ab Hugh
- Loose Cannon par Susan M. Shwartz
- La Manamouki (The Manamouki) par Mike Resnick
- Over the Long Haul par Martha Soukup
- The Shobies' Story par Ursula K. Le Guin
- A Time for Every Purpose par Kristine Kathryn Rusch

#### 1991
Chien d'aveugle (Guide Dog) par Mike Conner
- Le Grand Dévoreur (The All-Consuming) par Lucius Shepard et Robert Frazier
- Verre noir (Black Glass) par Karen Joy Fowler
- Gate of Faces par Ray Aldridge
- Getting Real par Susan Shwartz
- The Happy Man par Jonathan Lethem
- Standing In Line with Mister Jimmy par James Patrick Kelly

#### 1992
''Danny Goes to Mars par Pamela Sargent
- The Honeycrafters par Carolyn Gilman
- The July Ward par S. N. Dyer
- La Fin de la matière (Matter's End) par Gregory Benford
- Prayers on the Wind par Walter Jon Williams
- Suppose They Gave a Peace... par Susan Shwartz

#### 1993
Georgia on My Mind (Georgia on My Mind) par Charles Sheffield
- Morts sur le Nil (Death on the Nile) par Connie Willis
- L'Angleterre lève l'ancre (England Underway) par Terry Bisson
- The Franchise par John Kessel
- La Révolution des casses noisettes (The Nutcracker Coup) par Janet Kagan
- Things Not Seen par Martha Soukup

#### 1994
L'Enfant de Mars (The Martian Child) par David Gerrold
- La Question de Seggri (The Matter of Seggri) par Ursula K. Le Guin
- Necronauts par Terry Bisson
- Nekropolis par Maureen F. McHugh
- Les Habitudes singulières des guêpes (The Singular Habits of Wasps) par Geoffrey A. Landis
- The Skeleton Key par Nina Kiriki Hoffman

#### 1995
Solitude (Solitude) par Ursula K. Le Guin
- Home for Christmas par Nina Kiriki Hoffman
- Jesus at the Bat par Esther M. Friesner
- The Resurrection Man's Legacy par Dale Bailey
- Du thé et des hamsters (Tea and Hamsters) par Michael Coney
- À l'image des dinosaures (Think Like a Dinosaur) par James Patrick Kelly
- Quand meurent les vieux dieux (When the Old Gods Die) par Mike Resnick

#### 1996
L'Autre Bord (Lifeboat on a Burning Sea) par Bruce Holland Rogers
- After a Lean Winter par Dave Wolverton
- The Chronology Protection Case par Paul Levinson
- Erase/Record/Play: A Drama for Print par John M. Ford
- Mirror of Lop Nor par George Guthridge
- Must and Shall par Harry Turtledove
- Les Perséides (The Perseids) par Robert Charles Wilson

#### 1997
Les Fleurs de la prison d'Aulite (The Flowers of Aulit Prison) par Nancy Kress
- The Copyright Notice Case par Paul Levinson
- The Dog's Story par Eleanor Arnason
- Le Miracle d'Ivar Avenue (The Miracle of Ivar Avenue) par John Kessel
- Trois audiences sur l'existence de serpents dans le système sanguin humain (Three Hearings on the Existence of Snakes in the Human Bloodstream) par James Alan Gardner
- The Undiscovered par William Sanders
- We Will Drink a Fish Together... par Bill Johnson

#### 1998
Lost Girls par Jane Yolen
- Echea (Echea) par Kristine Kathryn Rusch
- Léthé (Lethe) par Walter Jon Williams
- The Mercy Gate par Mark J. McGarry
- Time Gypsy par Ellen Klages
- The Truest Chill par Gregory Feeley

#### 1999
Mars Is No Place for Children par Mary A. Turzillo
- Cinq jours en avril (Five Days in April) par Brian A. Hopkins
- Good Intentions par Stanley Schmidt et Jack McDevitt
- How to Make Unicorn Pie par Esther M. Friesner
- The Island in the Lake par Phyllis Eisenstein
- Taklimakan (Taklamakan) par Bruce Sterling

### Années 2000
| Sommaire : | - Haut - 2000 - 2001 - 2002 - 2003 - 2004 - 2005 - 2006 - 2007 - 2008 - 2009 |

#### 2000
Daddy's World par Walter Jon Williams
- A Day's Work on the Moon par Mike Moscoe
- Generation Gap par Stanley Schmidt
- La Naissance du peuple des montagnes (How the Highland People Came to Be) par Bruce Holland Rogers
- Jack Daw's Pack par Greer Gilman
- Chevalier des spectres et des ombres (A Knight of Ghosts and Shadows) par Gardner Dozois
- Stellar Harvest par Eleanor Arnason

#### 2001
Le Fantôme de Louise (Louise's Ghost) par Kelly Link
- Des œufs propices (Auspicious Eggs) par James Morrow
- Dance of the Yellow-Breasted Luddites par William Shunn
- The Pottawatomie Giant par Andy Duncan
- To Kiss the Star par Amy Sterling Casil
- Annulé (Undone) par James Patrick Kelly

#### 2002
L'Enfer, quand Dieu n'est pas présent (Hell is the Absence of God) par Ted Chiang
- The Days Between par Allen Steele
- The Ferryman's Wife par Richard Bowes
- Lobsters par Charles Stross
- Madonna of the Maquiladora par Gregory Frost
- The Pagodas of Ciboure par M. Shayne Bell

#### 2003
L'Empire de la crème glacée (The Empire of Ice Cream) par Jeffrey Ford
- 0wnz0red par Cory Doctorow
- The Mask of the Rex par Richard Bowes
- Of a Sweet Slow Dance in the Wake of Temporary Dogs par Adam-Troy Castro
- The Wages of Syntax par Ray Vukcevich

#### 2004
Basement Magic par Ellen Klages
- Dry Bones par William Sanders
- The Gladiator's War: A Dialog par Lois Tilton
- The Voluntary State par Christopher Rowe
- Zora and the Zombie par Andy Duncan

#### 2005
Le Sac à main féerique (The Faery Handbag) par Kelly Link
- Flat Diane par Daniel Abraham
- Men Are Trouble par James Patrick Kelly
- Nirvana High par Eileen Gunn et Leslie What
- Gens du sable et de la poussière (The People of Sand and Slag) par Paolo Bacigalupi

#### 2006
Two Hearts par Peter S. Beagle
- Journey into the Kingdom par M. Rickert
- The Language of Moths par Christopher Barzak
- Little Faces par Vonda N. McIntyre
- Walpurgis Afternoon par Delia Sherman

#### 2007
Le Marchand et la Porte de l'alchimiste (The Merchant and the Alchemist's Gate) par Ted Chiang
- Child, Maiden, Mother, Crone par Terry Bramlett
- The Children's Crusade par Robin Wayne Bailey
- The Evolution of Trickster Stories Among the Dogs Of North Park After the Change par Kij Johnson
- The Fiddler of Bayou Teche par Delia Sherman
- Pol Pot's Beautiful Daughter par Geoff Ryman
- Safeguard par Nancy Kress

#### 2008
Orgueil et Prométhée (Pride and Prometheus) par John Kessel
- Baby Doll (Baby Doll) par Johanna Sinisalo
- Dark Rooms par Lisa Goldstein
- Si les anges livrent combat (If Angels Fight) par Richard Bowes
- Kaleidoscope par K. D. Wentworth
- Night Wind par Mary Rosenblum
- The Ray-Gun: A Love Story par James Alan Gardner

#### 2009
Masques (Sinner, Baker, Fabulist, Priest; Red Mask, Black Mask, Gentleman, Beast) par Eugie Foster
- Divining Light par Ted Kosmatka
- The Gambler par Paolo Bacigalupi
- I Needs Must Part, The Policeman Said par Richard Bowes
- A Memory of Wind par Rachel Swirsky
- Vinegar Peace, or the Wrong-Way Used-Adult Orphanage par Michael Bishop

### Années 2010
| Sommaire : | - Haut - 2010 - 2011 - 2012 - 2013 - 2014 - 2015 - 2016 - 2017 - 2018 - 2019 |

#### 2010
That Leviathan, Whom Thou Hast Made par Eric James Stone
- Map of Seventeen par Christopher Barzak
- Quand l'ombre se répand sur la maison Jaguar (The Jaguar House, in Shadow) par Aliette de Bodard
- The Fortuitous Meeting of Gerard van Oost and Oludara par Christopher Kastensmidt
- Plus or Minus par James Patrick Kelly
- Pishaach par Shweta Narayan
- Stone Wall Truth par Caroline M. Yoachim (en)

#### 2011
Ce que nous avons trouvé (What We Found) par Geoff Ryman
- Fields of Gold par Rachel Swirsky
- Ray of Light par Brad R. Torgersen
- Sauerkraut Station par Ferrett Steinmetz
- Six mois, trois jours (Six Months, Three Days) par Charlie Jane Anders
- The Migratory Pattern of Dancers par Katherine Sparrow
- The Old Equations par Jake Kerr

#### 2012
Close Encounters par Andy Duncan
- The Pyre of New Day par Catherine Asaro
- Les Vagues (The Waves) par Ken Liu
- The Finite Canvas par Brit Mandelo
- Swift, Brutal Retaliation par Meghan McCarron
- Portrait of Lisane da Patagnia par Rachel Swirsky
- Fade to White par Catherynne M. Valente

#### 2013
The Waiting Stars par Aliette de Bodard
- Paranormal Romance par Christopher Barzak (en)
- They Shall Salt the Earth with Seeds of Glass par Alaya Dawn Johnson
- Pearl Rehabilitative Colony for Ungrateful Daughters par Henry Lien
- The Litigation Master and the Monkey King par Ken Liu
- In Joy, Knowing the Abyss Behind par Sarah Pinsker

#### 2014
A Guide to the Fruits of Hawai’i par Alaya Dawn Johnson
- Sleep Walking Now and Then par Richard Bowes (en)
- The Magician and Laplace’s Demon par Tom Crosshill
- Le Point du mari (The Husband Stitch) par Carmen Maria Machado
- We Are the Cloud par Sam J. Miller
- The Devil in America par Kai Ashante Wilson (en)

#### 2015
Our Lady of the Open Road par Sarah Pinsker
- And You Shall Know Her by the Trail of Dead par Brooke Bolander
- The Deepwater Bride par Tamsyn Muir
- Grandmother-nai-Laylit’s Cloth of Winds par Rose Lemberg
- The Ladies’ Aquatic Gardening Society par Henry Lien
- Rattlesnakes and Men par Michael Bishop

#### 2016
The Long Fall Up par William Ledbetter
- Sooner or Later Everything Falls Into the Sea par Sarah Pinsker
- Blood Grains Speak Through Memories par Jason Sanford (en)
- The Orangery par Bonnie Jo Stufflebeam (en)
- The Jewel and Her Lapidary par Fran Wilde (en)
- You’ll Surely Drown Here If You Stay par Alyssa Wong (en)

#### 2017
A Human Stain par Kelly Robson
- Dirty Old Town par Richard Bowes (en)
- Weaponized Math par Jonathan P. Brazee
- Wind Will Rove par Sarah Pinsker
- Steaks en série (A Series of Steaks) par Vina Jie-Min Prasad (en)
- Small Changes Over Long Periods of Time par K. M. Szpara

#### 2018
The Only Harmless Great Thing par Brooke Bolander (en)
- The Last Banquet of Temporal Confections par Tina Connolly (en)
- An Agent of Utopia par Andy Duncan
- The Substance of My Lives, the Accidents of Our Births par José Pablo Iriarte
- The Rule of Three par Lawrence M. Schoen (en)
- Messenger par Yudhanjaya Wijeratne (en) et R. R. Virdi (en)

#### 2019
Carpe Glitter par Cat Rambo (en)
- A Strange Uncertain Light par G. V. Anderson
- For He Can Creep par Siobhan Carroll
- His Footsteps, Through Darkness and Light par Mimi Mondal (en)
- The Blur in the Corner of Your Eye par Sarah Pinsker
- The Archronology of Love par Caroline M. Yoachim (en)

### Années 2020
| Sommaire : | - Haut - 2020 - 2021 - 2022 - 2023 - 2024 |

#### 2020
Deux vérités, un mensonge (Two Truths and a Lie) par Sarah Pinsker
- Stepsister par Leah Cypess (en)
- La Pilule (The Pill) par Meg Elison
- Burn or the Episodic Life of Sam Wells as a Super par A. T. Greenblatt (en)
- Where You Linger par Bonnie Jo Stufflebeam (en)
- Shadow Prisons par Caroline M. Yoachim (en) (sérialisée dans le triptyque dystopique sous les titres The Shadow Prison Experiment, Shadow Prisons of the Mind et The Shadow Prisoner’s Dilemma)

#### 2021
O2 Arena par Oghenechovwe Donald Ekpeki (en)
- Just Enough Rain par PH Lee
- (emet) par Lauren Ring
- That Story Isn’t the Story par John Wiswell (en)
- Colors of the Immortal Palette par Caroline M. Yoachim (en)

#### 2022
If You Find Yourself Speaking to God, Address God with the Informal You par John Chu (en)
- Two Hands, Wrapped in Gold par S. B. Divya (en)
- Murder by Pixel: Crime and Responsibility in the Digital Darkness par S. L. Huang
- A Dream of Electric Mothers par Wole Talabi (en)
- The Prince of Salt and the Ocean’s Bargain par Natalia Theodoridou (en)
- We Built This City par Marie Vibbert (en)

#### 2023
The Year Without Sunshine par Naomi Kritzer (en)
- A Short Biography of a Conscious Chair par Renan Bernardo
- I AM AI par Ai Jiang (en)
- Imagine: Purple-Haired Girl Shooting Down the Moon par Angela Liu
- Saturday’s Song par Wole Talabi (en)
- Six Versions of My Brother Found Under the Bridge par Eugenia Triantafyllou

#### 2024
Negative Scholarship on the Fifth State of Being par A. W. Prihandita
- The Brotherhood of Montague St. Video par Thomas Ha
- Katya Vasilievna and the Second Drowning of Baba Rechka par Christine Hanolsy
- Another Girl Under the Iron Bell par Angela Liu
- What Any Dead Thing Wants par Aimee Ogden
- Joanna’s Bodies par Eugenia Triantafyllou
- Loneliness Universe par Eugenia Triantafyllou